# Vilimoni Botitu
Vilimoni Botitu (15 juni 1998) is een Fijisch rugbyspeler.

## Carrière
Botitu won met de ploeg van Fiji tijdens de Olympische Zomerspelen van Tokio de gouden medaille. Botitu scoorde twee conversies.

## Erelijst

### Met Fiji
- Olympische Zomerspelen:  2021